# Vila Marie Šanderové
Vila Marie Šanderové je rodinný dům z let 1908–09 ve Střelecké ulici v Hradci Králové. Autorem projektu domu byl architekt Oldřich Liska.

## Popis
Vila je jedním z prvních projektů Oldřicha Lisky v Hradci Králové – její stavba byla započata v říjnu 1908 a dokončena v srpnu 1909. Stavitelem domu byl Josef Jihlavec.
Vila je tradičním, konzervativním projektem, využívá prvků pozdní secese a neoklasicismu.
Půdorys domu je, až na polygonální arkýř na jednom z nároží, pravidelný. Dům má jedno podzemní a dvě nadzemí podlaží a neobytné podkroví. V podzemí byla situována koupelna a sklepy, v přízemí pak hlavní byt (kuchyně, jídelna, obývací pokoj a ložnice s koupelnou). V prvním patře se potom nacházel nájemní prostor v podobě pokoje s kuchyní.
Nápadným prvkem fasády je monumentální trojúhelníkový štít s dekorativním medailonem, v němž je znázorněna Madona s Ježíškem. Hrázdění se ve výsledné realizaci nakonec uplatnilo výrazně méně než v původním Liskově projektu.
Vila si až do 21. století uchovala řadu autentických prvků, tři její fasády jsou ponechány v původní zdobené verzi, fasáda směrem do Vrchlického ulice je hladká a bílá (zřejmě se jedná o důsledek rekonstrukce v průběhu let).

## Galerie

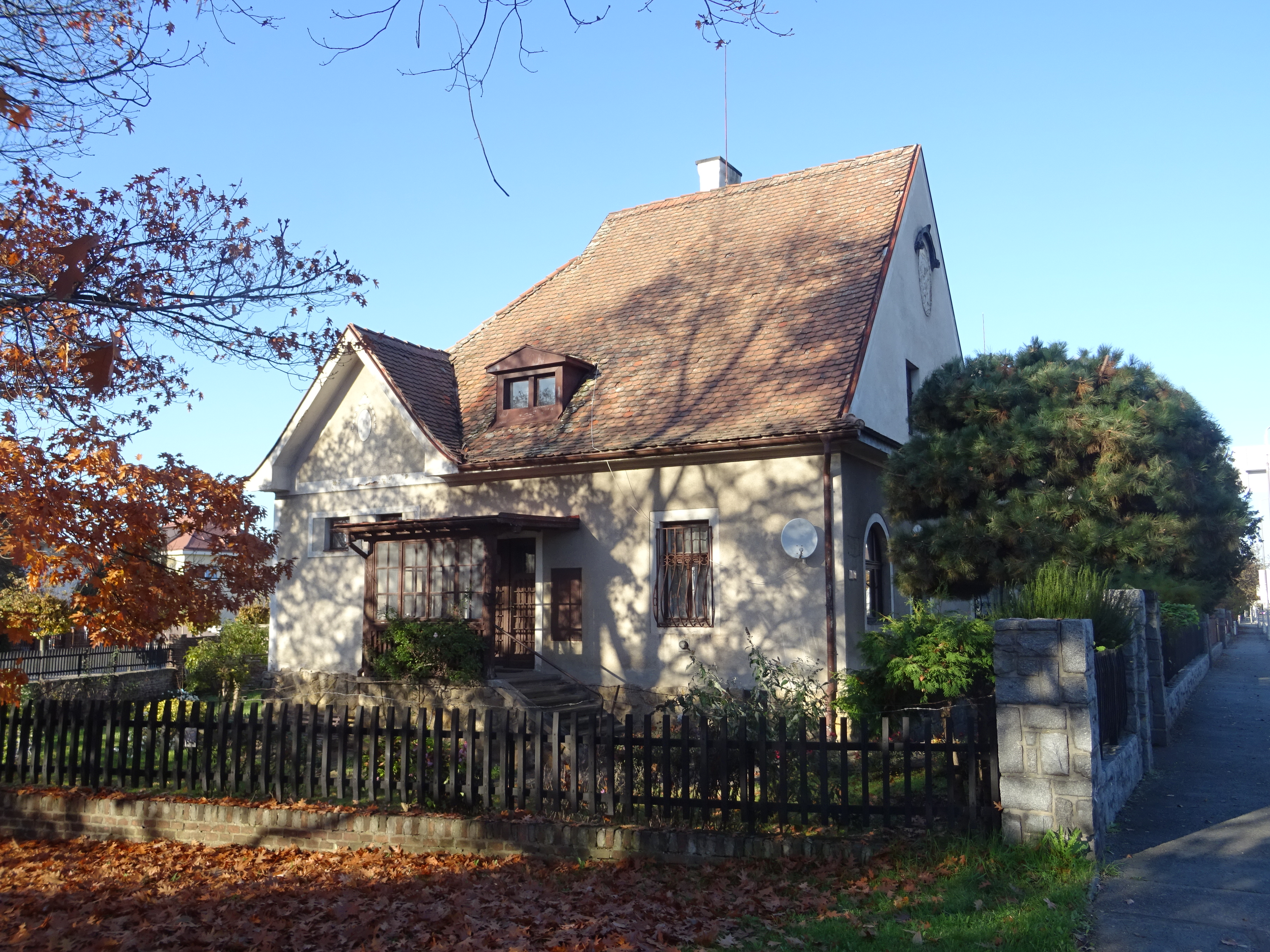
Celkový pohled na dům
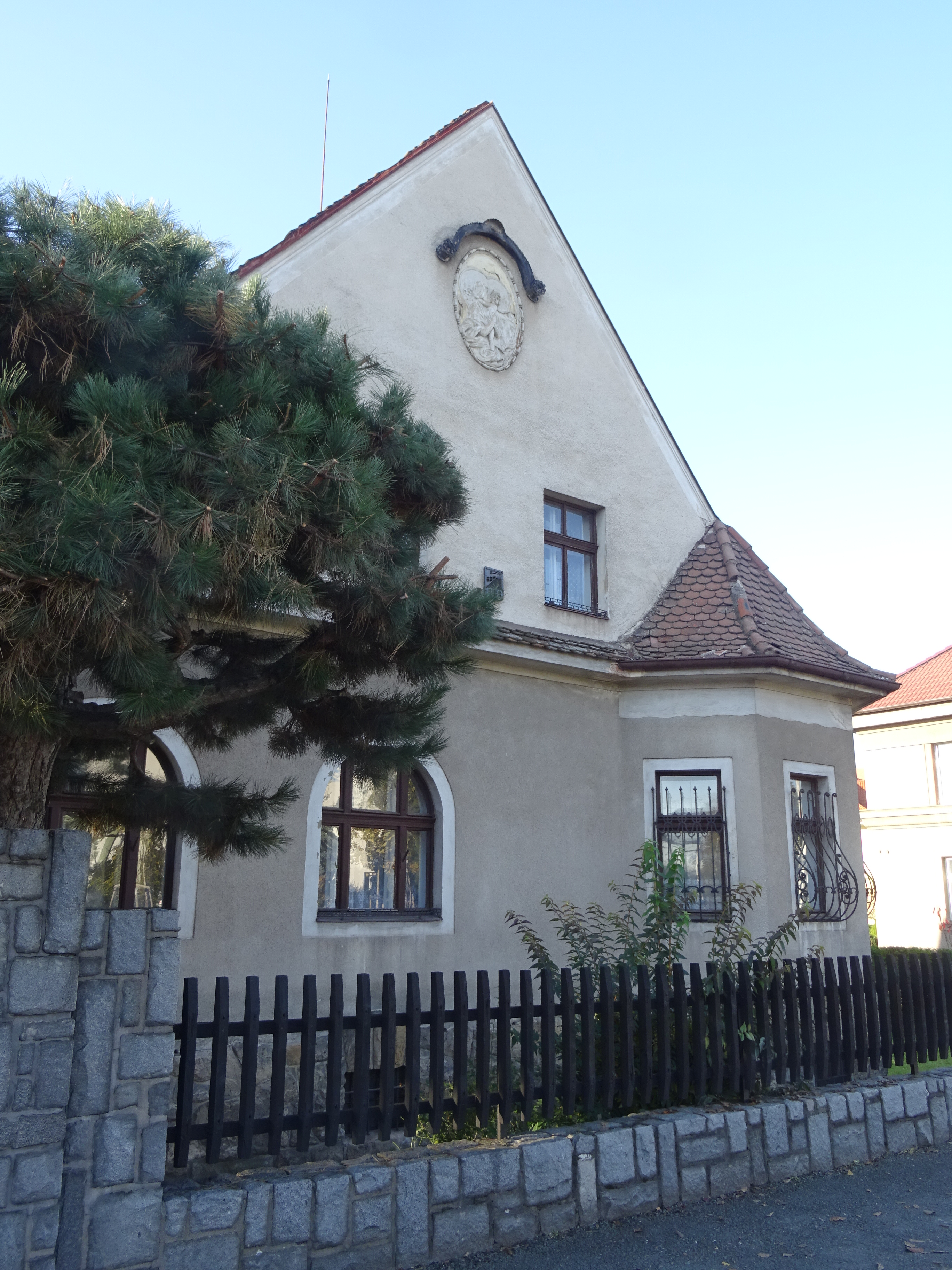
Průčelí s medailonem s Madonou